# ایستگاه متروی شهدای هفده شهریور
ایستگاه مترو شهدای هفده شهریور یکی از ایستگاه‌های خط ۷ مترو تهران است که در خیابان هفده شهریور، تقاطع بلوار قیام و خیابان سعیدی واقع شده‌ است. این ایستگاه در ۲۱ خرداد ۱۴۰۱ افتتاح شده‌ است و بزودی ایستگاه تقاطعی خطوط ۶ و ۷ مترو تهران خواهد شد.

## مشخصات
این ایستگاه با مساحت سرپوشیده‌ای در حدود ۵ هزار و ۱۶۵ مترمربع و عمق بیش از ۳۵.۵ متر با برخورداری از ۱۴ دستگاه پله‌برقی و ۳ گیت ورودی، روزانه میزبان چهار هزار مسافر است.
ایستگاه شهدای هفده شهریور به‌عنوان یک ایستگاه تقاطعی طراحی شده است که در حال حاضر تنها خط ۷ آن فعال است‌ و پیش‌بینی شده بخش تقاطعی آن با خط ۶ در تابستان ۱۴۰۴ افتتاح شود.
یکی از ویژگی‌های برجسته این ایستگاه، طراحی معماری منحصربه‌فرد آن است که با بهره‌گیری از سبک معماری ایرانی-اسلامی و تلفیقی از عناصر شاخص دوران صفویه و قاجار، فضایی هنرمندانه و اصیل را در دل شبکه حمل‌ونقل شهری پدید آورده و محیطی خاطره‌انگیز و چشم‌نواز برای مسافران فراهم کرده است.
در راه‌اندازی این ایستگاه بیش از ۱۱۲ هزار متر مربع خاکبرداری شده و ۴۵ هزار متر مربع بتن‌ریزی صورت گرفته است. همچنین هفت هزار متر مربع سنگ‌کاری انجام شده و به طور کل ۳۷۵ میلیارد تومان هزینه در این ایستگاه صورت گرفته است.
ایستگاه مترو شهدای هفده شهریور با ترکیب معماری اصیل ایرانی و کارکرد مدرن در حمل‌ونقل شهری، نمونه‌ای موفق از پیوند هویت فرهنگی با توسعه زیرساختی در کلان‌شهر تهران به‌شمار می‌آید.